# 2.13 汉字系统
2.13 汉字系统又名HHBIOS，是吴晓军研制的汉字系统，运行于DOS环境下，是20世纪80年代到90年代较为流行的中文系统。

## 历史
1985年，吴晓军对CCDOS 2.10进行了改造，即最初的2.11，意为2.10的后续版本。
1986年4月，2.13问世。在2.13的基础上，1986年12月，2.13A问世。2.13后续版本一直沿用着英文字母的升序排列，有2.13 C、2.13 D、2.13 E、2.13 F和2.13 H。
1991年，2.13 I型晓军汉卡发布；随后2.13 II型汉卡发布（即2.13 K）。1993年2.13 L发布。

## 相关研究
- 2.13汉字系统实用外词组文件建立与分析（页面存档备份，存于）
- 采用2.13汉字系统中的词组功能解决应用程序中汉字输入的瓶颈问题（页面存档备份，存于）